# Liste des biens culturels d'importance nationale dans le canton de Neuchâtel

Blason du canton de Neuchâtel.

Cette liste présente les biens culturels d'importance nationale dans le canton de Neuchâtel. Cette liste correspond à l'édition 2009 de l'Inventaire Suisse des biens culturels d'importance nationale (Objets A) pour le canton de Neuchâtel. Il est trié par commune et inclus : 90 bâtiments séparés, 17 collections et 23 sites archéologiques.

## Abréviations
- A : Archéologie
- Arch : Archive
- B : Bibliothèque
- E : Objet unique
- M : Musée
- O : Objets multiples
- S : Cas particulier

## Inventaire par commune
| Photo | Objet | Type | Type | Type | Type | Type | Type | Type | Adresse                      | Commune              | Coordonnées                      |
| Photo | Objet | A    | Arch | B    | E    | M    | O    | S    | Adresse                      | Commune              | Coordonnées                      |
| ----- | --- | ---- | ---- | ---- | ---- | ---- | ---- | ---- | ---------------------------- | -------------------- | -------------------------------- |
|       | Baie d'Auvernier (stations lacustres préhistoriques)                                                            | A    |      |      |      |      |      |      |                              | Auvernier            | 46° 58′ 23″ nord, 6° 52′ 30″ est |
|       | Château d'Auvernier                                                                                             |      |      |      | E    |      |      |      | Place des Epancheurs 4, 6    | Auvernier            | 46° 58′ 29″ nord, 6° 52′ 37″ est |
|       | Baie de Bevaix (stations lacustres préhistoriques)                                                              | A    |      |      |      |      |      |      |                              | Bevaix               | 46° 55′ 21″ nord, 6° 49′ 18″ est |
|       | Treytel à Sugiez zone funéraire/cultuelle néolithique                                                           | A    |      |      |      |      |      |      |                              | Bevaix               | 46° 55′ 20″ nord, 6° 48′ 21″ est |
|       | La Baume du Four (Abri préhistorique)                                                                           | A    |      |      |      |      |      |      |                              | Boudry               | 46° 57′ 41″ nord, 6° 48′ 45″ est |
|       | Ferme |      |      |      | E    |      |      |      | Rue Jean-Labran 4            | Chézard-Saint-Martin | 47° 03′ 55″ nord, 6° 55′ 17″ est |
|       | Ferme |      |      |      | E    |      |      |      | Rue Jean-Labran 6            | Chézard-Saint-Martin | 47° 03′ 55″ nord, 6° 55′ 14″ est |
|       | Arsenal |      |      |      | E    |      |      |      | Route de l’Arsenal 2         | Colombier            | 46° 57′ 57″ nord, 6° 51′ 45″ est |
|       | Baie d'Auvernier (stations lacustres préhistoriques)                                                            | A    |      |      |      |      |      |      |                              | Colombier            | 46° 58′ 12″ nord, 6° 52′ 15″ est |
|       | Château de Colombier et musée militaire et des toiles peintes, villa romaine, fortifications / château médiéval | A    |      |      |      | M    | O    |      | Rue du Château 1             | Colombier            | 46° 57′ 58″ nord, 6° 51′ 47″ est |
|       | Domaine de Vaudijon                                                                                             |      |      |      | E    |      |      |      | Chemin de Notre-Dame 30      | Colombier            | 46° 57′ 37″ nord, 6° 51′ 33″ est |
|       | Maison de maître du Bied                                                                                        |      |      |      | E    |      |      |      | Allée du Bied 48             | Colombier            | 46° 57′ 28″ nord, 6° 52′ 23″ est |
|       | Manoir Le Pontet                                                                                                |      |      |      | E    |      |      |      | Chemin du Pontet 2           | Colombier            | 46° 58′ 03″ nord, 6° 51′ 42″ est |
|       | Ensemble de la Vieille Thielle, ensemble de sites néolithiques / romains                                        | A    |      |      |      |      |      |      |                              | Cornaux              | 47° 01′ 53″ nord, 7° 01′ 51″ est |
|       | Jardin du château de Souaillon                                                                                  |      |      |      | E    |      |      |      | Souaillon                    | Cornaux              | 47° 01′ 28″ nord, 7° 00′ 20″ est |
|       | La Fabrique Neuve                                                                                               |      |      |      |      |      | O    |      | Rue de la Fabrique 2         | Cortaillod           | 46° 56′ 43″ nord, 6° 51′ 29″ est |
|       | Le Petit Cortaillod (stations lacustres préhistorique)                                                          | A    |      |      |      |      |      |      |                              | Cortaillod           | 46° 56′ 20″ nord, 6° 50′ 56″ est |
|       | Ancienne église St-Martin et château Jeanjaquet                                                                 |      |      |      |      |      | O    |      | Route de Frochaux 27         | Cressier             | 47° 02′ 55″ nord, 7° 01′ 34″ est |
|       | Ensemble de la Vieille Thielle, ensemble de sites néolithiques / romains                                        | A    |      |      |      |      |      |      |                              | Cressier             | 47° 02′ 48″ nord, 7° 02′ 47″ est |
|       | Ferme Aux Planches                                                                                              |      |      |      | E    |      |      |      | Les Planches 52, 56          | Dombresson           | 47° 05′ 09″ nord, 6° 57′ 48″ est |
|       | Église d'Engollon                                                                                               |      |      |      | E    |      |      |      | Village                      | Engollon             | 47° 02′ 17″ nord, 6° 55′ 17″ est |
|       | La Bonneville (ville abandonnée)                                                                                | A    |      |      |      |      |      |      |                              | Engollon             | 47° 02′ 04″ nord, 6° 54′ 56″ est |
|       | Moulin de Bayerel                                                                                               |      |      |      | E    |      |      |      | Route de Bayerel             | Fenin-Vilars-Saules  | 47° 02′ 25″ nord, 6° 55′ 47″ est |
|       | Stations lacustres préhistoriques                                                                               | A    |      |      |      |      |      |      |                              | Gorgier              | 46° 54′ 12″ nord, 6° 47′ 39″ est |
|       | Château de Gorgier                                                                                              |      |      |      | E    |      |      |      | Rue du Château 27            | Gorgier              | 46° 54′ 30″ nord, 6° 47′ 09″ est |
|       | Laténium (musée cantonal d‘archéologie)                                                                         |      | Arch |      |      | M    |      |      | Espace Paul Vouga            | Hauterive            | 47° 00′ 26″ nord, 6° 58′ 16″ est |
|       | Maison double                                                                                                   |      |      |      | E    |      |      |      | La Grosse Maison             | La Brévine           | 46° 58′ 00″ nord, 6° 33′ 04″ est |
|       | Abattoirs |      |      |      |      |      | O    |      | Rue du Commerce 120–126      | La Chaux-de-Fonds    | 47° 05′ 29″ nord, 6° 48′ 54″ est |
|       | Ancien Manège                                                                                                   |      |      |      | E    |      |      |      | Rue du Manège 17, 19         | La Chaux-de-Fonds    | 47° 06′ 02″ nord, 6° 49′ 56″ est |
|       | Bibliothèque de la Ville de la Chaux-de-Fonds                                                                   |      | Arch | B    |      |      |      |      | Rue du Progrès 33            | La Chaux-de-Fonds    | 47° 06′ 16″ nord, 6° 49′ 35″ est |
|       | Crématoire |      |      |      |      |      | O    |      | Rue de la Charrière 106      | La Chaux-de-Fonds    | 47° 06′ 49″ nord, 6° 50′ 27″ est |
|       | Domaine des Arbres                                                                                              |      |      |      | E    |      |      |      | Rue Moïse Perret-Gentil 37   | La Chaux-de-Fonds    | 47° 06′ 44″ nord, 6° 49′ 56″ est |
|       | Ferme des Brandt                                                                                                |      |      |      | E    |      |      |      | Les Petites-Corsettes 6      | La Chaux-de-Fonds    | 47° 06′ 21″ nord, 6° 50′ 51″ est |
|       | Ferme Haute Fie, Maison Carrée                                                                                  |      |      |      | E    |      |      |      | Le Valanvron 9               | La Chaux-de-Fonds    | 47° 08′ 22″ nord, 6° 52′ 26″ est |
|       | Ferme Les Crêtets                                                                                               |      |      |      | E    |      |      |      | Rue des Crêtets 148          | La Chaux-de-Fonds    | 47° 05′ 22″ nord, 6° 48′ 47″ est |
|       | Grande Fontaine                                                                                                 |      |      |      | E    |      |      |      | Avenue Léopold-Robert        | La Chaux-de-Fonds    | 47° 06′ 11″ nord, 6° 49′ 50″ est |
|       | Loge l'Amitié                                                                                                   |      |      |      | E    |      |      |      | Rue de la Loge 8             | La Chaux-de-Fonds    | 47° 06′ 04″ nord, 6° 49′ 51″ est |
|       | Villa Jeanneret-Perret (Maison blanche)                                                                         |      |      |      | E    |      |      |      | Chemin de Pouillerel 12      | La Chaux-de-Fonds    | 47° 06′ 22″ nord, 6° 48′ 56″ est |
|       | Musée des Beaux-Arts                                                                                            |      |      |      | E    | M    |      |      | Rue des Musées 33            | La Chaux-de-Fonds    | 47° 06′ 02″ nord, 6° 49′ 46″ est |
|       | Musée d'histoire naturelle                                                                                      |      |      |      |      | M    |      |      | Avenue Léopold-Robert 63     | La Chaux-de-Fonds    | 47° 05′ 59″ nord, 6° 49′ 31″ est |
|       | Musée international d'horlogerie                                                                                |      |      |      |      | M    |      |      | Rue des Musées 29            | La Chaux-de-Fonds    | 47° 06′ 01″ nord, 6° 49′ 51″ est |
|       | Spillmann SA |      |      |      | E    |      |      |      | Rue du Doubs 32              | La Chaux-de-Fonds    | 47° 06′ 25″ nord, 6° 49′ 39″ est |
|       | Synagogue |      |      |      | E    |      |      |      | Rue du Parc 63               | La Chaux-de-Fonds    | 47° 06′ 02″ nord, 6° 49′ 27″ est |
|       | Théâtre et salle de musique                                                                                     |      |      |      |      |      | O    |      | Avenue Léopold-Robert 27–29  | La Chaux-de-Fonds    | 47° 06′ 06″ nord, 6° 49′ 43″ est |
|       | Usine électrique                                                                                                |      |      |      | E    |      |      |      | Rue Numa-Droz 174            | La Chaux-de-Fonds    | 47° 05′ 46″ nord, 6° 48′ 50″ est |
|       | Villa Anatole Schwob                                                                                            |      |      |      | E    |      |      |      | Rue du Doubs 167             | La Chaux-de-Fonds    | 47° 05′ 59″ nord, 6° 49′ 01″ est |
|       | Villa Fallet |      |      |      | E    |      |      |      | Chemin de Pouillerel 1       | La Chaux-de-Fonds    | 47° 06′ 18″ nord, 6° 49′ 00″ est |
|       | Villa Gallet |      |      |      | E    |      |      |      | Rue David-Pierre-Bourquin 55 | La Chaux-de-Fonds    | 47° 05′ 49″ nord, 6° 49′ 40″ est |
|       | Villa Jaquemet                                                                                                  |      |      |      | E    |      |      |      | Chemin de Pouillerel 8       | La Chaux-de-Fonds    | 47° 06′ 18″ nord, 6° 48′ 56″ est |
|       | Villa Stotzer                                                                                                   |      |      |      | E    |      |      |      | Chemin de Pouillerel 6       | La Chaux-de-Fonds    | 47° 06′ 16″ nord, 6° 48′ 54″ est |
|       | Ferme du Grand Cachot                                                                                           |      |      |      | E    |      |      |      | Le Cachot 28                 | La Chaux-du-Milieu   | 47° 00′ 08″ nord, 6° 40′ 17″ est |
|       | Maison double                                                                                                   |      |      |      | E    |      |      |      | Les Coeudres 39              | La Sagne             | 47° 01′ 55″ nord, 6° 47′ 31″ est |
|       | Temple |      |      |      | E    |      |      |      |                              | La Sagne             | 47° 03′ 06″ nord, 6° 49′ 02″ est |
|       | Marin-Epagnier : Clinique de Préfargier                                                                         |      |      |      |      |      | O    |      | Préfargier 6                 | La Tène              | 47° 00′ 23″ nord, 7° 00′ 32″ est |
|       | Marin-Epagnier : Les Bourguignonnes-les-Perveuils (zones cultuelles)                                            | A    |      |      |      |      |      |      |                              | La Tène              | 47° 00′ 48″ nord, 7° 00′ 50″ est |
|       | La Tène (sanctuaire, période de La Tène)                                                                        | A    |      |      |      |      |      |      |                              | La Tène              | 47° 00′ 19″ nord, 7° 01′ 18″ est |
|       | Les marais d'Epagnier (ensemble de sites préhistoriques / médiévaux)                                            | A    |      |      |      |      |      |      |                              | La Tène              | 47° 00′ 41″ nord, 7° 01′ 37″ est |
|       | Chapelle Sainte-Anne                                                                                            |      |      |      | E    |      |      |      |                              | Le Landeron          | 47° 03′ 31″ nord, 7° 02′ 57″ est |
|       | Croix du Bourg                                                                                                  |      |      |      | E    |      |      |      | Centre Bourg                 | Le Landeron          | 47° 03′ 02″ nord, 7° 03′ 52″ est |
|       | Ensemble de la Vieille Thielle : ensemble de sites néolithiques / romains                                       | A    |      |      |      |      |      |      |                              | Le Landeron          | 47° 02′ 45″ nord, 7° 03′ 44″ est |
|       | Fontaine de Saint-Maurice                                                                                       |      |      |      | E    |      |      |      | Bourg sud                    | Le Landeron          | 47° 03′ 01″ nord, 7° 03′ 53″ est |
|       | Fontaine du Vaillant                                                                                            |      |      |      | E    |      |      |      | Bourg nord                   | Le Landeron          | 47° 03′ 04″ nord, 7° 03′ 52″ est |
|       | Hôtel de Ville avec chapelle Dix-Mille-Martyrs et musée                                                         |      |      |      | E    |      |      |      | Ville 35                     | Le Landeron          | 47° 03′ 01″ nord, 7° 03′ 54″ est |
|       | Ancien Hôtel des Postes                                                                                         |      |      |      | E    |      |      |      | Rue Marie-Anne-Calame 5      | Le Locle             | 47° 03′ 33″ nord, 6° 45′ 04″ est |
|       | Château des Monts et Musée d'horlogerie                                                                         |      |      |      | E    | M    |      |      | Route des Monts 65           | Le Locle             | 47° 03′ 49″ nord, 6° 45′ 00″ est |
|       | Hôtel de Ville                                                                                                  |      |      |      | E    |      |      |      | Avenue de l’Hôtel-de-Ville 1 | Le Locle             | 47° 03′ 21″ nord, 6° 44′ 45″ est |
|       | Immeuble |      |      |      | E    |      |      |      | Rue du Crêt-Vaillant 28      | Le Locle             | 47° 03′ 35″ nord, 6° 45′ 02″ est |
|       | Moulins souterrains du Col-des-Roches                                                                           |      |      |      | E    | M    |      |      | Col-des-Roches 25            | Le Locle             | 47° 02′ 56″ nord, 6° 43′ 17″ est |
|       | Villa Favre-Jacot                                                                                               |      |      |      | E    |      |      |      | La Côte-des-Billodes 6       | Le Locle             | 47° 03′ 16″ nord, 6° 44′ 03″ est |
|       | Zenith SA |      |      |      |      |      | O    |      | Rue des Billodes 30–38       | Le Locle             | 47° 03′ 19″ nord, 6° 44′ 26″ est |
|       | Abbaye de Fontaine-André                                                                                        |      |      |      | E    |      |      |      | Chemin de l’Abbaye 51        | Neuchâtel            | 47° 00′ 37″ nord, 6° 57′ 23″ est |
|       | Bibliothèque des Pasteurs de Neuchâtel                                                                          |      |      | B    |      |      |      |      | Faubourg de l’Hôpital 41     | Neuchâtel            | 46° 59′ 41″ nord, 6° 56′ 08″ est |
|       | Château et archives de l'État de Neuchâtel                                                                      |      | Arch |      | E    |      |      |      | Rue de la Collégiale 12      | Neuchâtel            | 46° 59′ 32″ nord, 6° 55′ 36″ est |
|       | Collège latin, Bibliothèque publique et universitaire de Neuchâtel, Manuscrits et Fonds spéciaux                |      | Arch | B    | E    |      |      |      | Place Numa-Droz              | Neuchâtel            | 46° 59′ 25″ nord, 6° 55′ 52″ est |
|       | Collégiale de Neuchâtel et cénotaphe                                                                            |      |      |      | E    |      |      |      | Rue de la Collégiale 5       | Neuchâtel            | 46° 59′ 31″ nord, 6° 55′ 34″ est |
|       | Basilique Notre-Dame                                                                                            |      |      |      | E    |      |      |      | Rue Éduard-Desor 1           | Neuchâtel            | 46° 59′ 41″ nord, 6° 56′ 29″ est |
|       | Fontaine de la Justice                                                                                          |      |      |      | E    |      |      |      | Rue de l’Hôpital             | Neuchâtel            | 46° 59′ 31″ nord, 6° 55′ 45″ est |
|       | Fontaine de la place de l'Hôtel de Ville                                                                        |      |      |      | E    |      |      |      | Place de l'Hôtel de Ville    | Neuchâtel            | 46° 59′ 31″ nord, 6° 55′ 53″ est |
|       | Fontaine de la Rue des Moulins                                                                                  |      |      |      | E    |      |      |      | Passage des Boucheries       | Neuchâtel            | 46° 59′ 32″ nord, 6° 55′ 42″ est |
|       | Fontaine de la Rue du Château                                                                                   |      |      |      | E    |      |      |      | Rue du Château               | Neuchâtel            | 46° 59′ 29″ nord, 6° 55′ 35″ est |
|       | Fontaine du Banneret                                                                                            |      |      |      | E    |      |      |      | Rue Fleury                   | Neuchâtel            | 46° 59′ 30″ nord, 6° 55′ 42″ est |
|       | Fontaine du Griffon                                                                                             |      |      |      | E    |      |      |      | Rue du Pommier               | Neuchâtel            | 46° 59′ 30″ nord, 6° 55′ 39″ est |
|       | Fontaine du Lion                                                                                                |      |      |      | E    |      |      |      | Rue du Temple Neuf           | Neuchâtel            | 46° 59′ 28″ nord, 6° 55′ 47″ est |
|       | Fontaine du Neubourg                                                                                            |      |      |      | E    |      |      |      | Fontaine du Neubourg         | Neuchâtel            | 46° 59′ 34″ nord, 6° 55′ 45″ est |
|       | Fortifications                                                                                                  |      |      |      |      |      | O    |      |                              | Neuchâtel            | 46° 59′ 30″ nord, 6° 55′ 43″ est |
|       | Galeries de l'Histoire                                                                                          |      |      |      | E    |      |      |      | Avenue Du Peyrou 7           | Neuchâtel            | 46° 59′ 39″ nord, 6° 56′ 00″ est |
|       | Grande Rochette                                                                                                 |      |      |      | E    |      |      |      | Avenue de la Gare 24         | Neuchâtel            | 46° 59′ 44″ nord, 6° 56′ 02″ est |
|       | Hôtel de Ville                                                                                                  |      |      |      | E    |      |      |      | Rue de l‘Hôtel-de-Ville 2    | Neuchâtel            | 46° 59′ 30″ nord, 6° 55′ 51″ est |
|       | Hôtel DuPeyrou                                                                                                  |      |      |      | E    |      |      |      | Avenue Du Peyrou 1, 3        | Neuchâtel            | 46° 59′ 39″ nord, 6° 56′ 01″ est |
|       | Maison des Halles                                                                                               |      |      |      | E    |      |      |      | Rue du Trésor 4              | Neuchâtel            | 46° 59′ 28″ nord, 6° 55′ 43″ est |
|       | Maison |      |      |      | E    |      |      |      | Rue du Pommier 7             | Neuchâtel            | 46° 59′ 29″ nord, 6° 55′ 38″ est |
|       | Maison |      |      |      | E    |      |      |      | Rue du Pommier 8             | Neuchâtel            | 46° 59′ 29″ nord, 6° 55′ 37″ est |
|       | Maison |      |      |      | E    |      |      |      | Rue du Pommier 9             | Neuchâtel            | 46° 59′ 28″ nord, 6° 55′ 37″ est |
|       | Monruz (station paléolithique en plein air)                                                                     | A    |      |      |      |      |      |      |                              | Neuchâtel            | 47° 00′ 11″ nord, 6° 57′ 39″ est |
|       | Musée d'art et d'histoire (Département historique)                                                              |      | Arch |      | E    | M    |      |      | Esplanade Léopold-Robert 1   | Neuchâtel            | 46° 59′ 29″ nord, 6° 56′ 08″ est |
|       | Musée d'ethnographie                                                                                            |      |      |      |      | M    |      |      | Rue de Saint-Nicolas 2       | Neuchâtel            | 46° 59′ 25″ nord, 6° 55′ 17″ est |
|       | Muséum d'histoire naturelle                                                                                     |      |      |      | E    |      |      |      | Rue des Terreaux 14          | Neuchâtel            | 46° 59′ 35″ nord, 6° 55′ 51″ est |
|       | Observatoire cantonal de Neuchâtel                                                                              |      |      |      | E    |      |      |      | Rue de l’Observatoire 52     | Neuchâtel            | 47° 00′ 00″ nord, 6° 57′ 11″ est |
|       | Parc de la Petite Rochette                                                                                      |      |      |      | E    |      |      |      | Avenue de la Gare            | Neuchâtel            | 46° 59′ 40″ nord, 6° 55′ 54″ est |
|       | Poste |      |      |      | E    |      |      |      | Place Numa-Droz 2            | Neuchâtel            | 46° 59′ 27″ nord, 6° 55′ 55″ est |
|       | Tour des prisons et anciennes prisons                                                                           |      |      |      | E    |      |      |      | Rue Jehanne-de-Hochberg 3    | Neuchâtel            | 46° 59′ 28″ nord, 6° 55′ 33″ est |
|       | Villa James de Pury et annexe avec fresque de Hans Erni                                                         |      |      |      | E    |      |      |      | Rue de Saint-Nicolas 4       | Neuchâtel            | 46° 59′ 27″ nord, 6° 55′ 13″ est |
|       | Cotencher (grotte paléolithique)                                                                                | A    |      |      |      |      |      |      |                              | Rochefort            | 46° 57′ 49″ nord, 6° 48′ 09″ est |
|       | La Béroche (établissement gallo-romain)                                                                         | A    |      |      |      |      |      |      |                              | Saint-Aubin-Sauges   | 46° 54′ 05″ nord, 6° 46′ 05″ est |
|       | Port Conty / Tivoli (stations lacustres néolithiques)                                                           | A    |      |      |      |      |      |      |                              | Saint-Aubin-Sauges   | 46° 53′ 20″ nord, 6° 46′ 10″ est |
|       | Château de Valangin                                                                                             |      |      |      | E    |      |      |      |                              | Valangin             | 47° 00′ 53″ nord, 6° 54′ 24″ est |
|       | Collégiale (temple)                                                                                             |      |      |      | E    |      |      |      | Place de la Collégiale       | Valangin             | 47° 00′ 58″ nord, 6° 54′ 25″ est |
|       | Boveresse : Ferme Nr. 1201                                                                                      |      |      |      | E    |      |      |      | Monlési                      | Val-de-Travers       | 46° 55′ 39″ nord, 6° 35′ 28″ est |
|       | Boveresse : Maison des Chats, Maison Petitpierre                                                                |      |      |      | E    |      |      |      | Rue du Quarre 10             | Val-de-Travers       | 46° 54′ 59″ nord, 6° 35′ 58″ est |
|       | Boveresse : séchoir à absinthe                                                                                  |      |      |      | E    |      |      |      | Route de Môtiers             | Val-de-Travers       | 46° 55′ 01″ nord, 6° 36′ 06″ est |
|       | Môtiers : Château d’Ivernois, Maison Boy de la Tour                                                             |      |      |      |      |      | O    |      | Grande Rue 7                 | Val-de-Travers       | 46° 54′ 38″ nord, 6° 36′ 43″ est |
|       | Môtiers : Hôtel des Six-Communes                                                                                |      |      |      | E    |      |      |      | Rue Centrale 1               | Val-de-Travers       | 46° 54′ 41″ nord, 6° 36′ 40″ est |
|       | Môtiers : prieuré St-Pierre, églises du haut Moyen Âge                                                          | A    |      |      |      |      | O    |      | Rue Centrale 7               | Val-de-Travers       | 46° 54′ 42″ nord, 6° 36′ 43″ est |
|       | Môtiers : Temple                                                                                                |      |      |      | E    |      |      |      | Ruelle du Temple             | Val-de-Travers       | 46° 54′ 43″ nord, 6° 36′ 42″ est |
|       | Travers : Pont sur l'Areuse                                                                                     |      |      |      | E    |      |      |      |                              | Val-de-Travers       | 46° 56′ 18″ nord, 6° 40′ 22″ est |
|       | La Redoute des Bourguignons (site préhistorique / tumulus hallstattiens)                                        | A    |      |      |      |      |      |      |                              | Vaumarcus            | 46° 52′ 52″ nord, 6° 44′ 36″ est |

1. ↑  Légende des différents types de biens :
  - A : Archéologie
  - Arch : Archive
  - B : Bibliothèque
  - E : Objet unique
  - M : Musée
  - O : Objets multiples
  - S : Cas particulier